# IBM Cloud
IBM Cloud (ранее известный как Bluemix) — это подразделение работающей в сфере информационной инфраструктуры корпорации IBM, предоставляющее набор веб-сервисов публично-облачной платформы для бизнеса.
Поддерживает несколько языков программирования и сред разработки, а также инструментов в стиле DevOps для построения, выполнения, развёртывания и управления приложениями в облаке. Основана на технологии Cloud Foundry компании Pivotal.

## Веб-сервисы
По состоянию на 2021 год IBM Cloud содержит более 170 сервисов, включая облачные вычисления, хранение, сетевые сервисы, базы данных, аналитику, машинное обучение и инструменты разработчика.
Среди поддерживаемых языков программирования и платформ программирования — Java, Node.js, Go, PHP, Swift, Python, Ruby Sinatra, Ruby on Rails, кроме того, предусмотрена технология модульных пакетов сборки (buildpacks), позволяющая поддержать другие языки, такие как Scala.
Поддерживает технику «функция как услуга», реализованную на базе Apache OpenWhisk (аналог Amazon Lambda, Microsoft Azure Functions, Google Cloud Functions).

## История

### SoftLayer
SoftLayer Technologies, Inc. (теперь IBM Cloud) — поставщик выделенных серверов, управляемого хостинга и облачных вычислений, основанный в 2005 году и приобретенный корпорацией IBM в 2013 году. Изначально SoftLayer специализировалась на размещении рабочих нагрузок для игровых компаний и стартапов, но после приобретения переключился на корпоративные рабочие нагрузки.
У SoftLayer появились сервис по предоставлению Bare-metal серверов раньше, чем у других крупных поставщиков облачных услуг, таких как Amazon Web Services.
SoftLayer размещал рабочие нагрузки для таких компаний, как The Hartford, WhatsApp, Whirlpool, Daimler и Macy’s.

#### Хронология
- В 2005 году Лэнсом Кросби и несколькими его бывшими коллегами была основана компания SoftLayer[7].
- В августе 2010 года компания GI Partners[англ.] приобрела контрольный пакет акций SoftLayer[8].
- В ноябре 2010 года произошло слияние компании с The Planet Internet Services[англ.] — крупнейшим конкурентом SoftLayer, и консолидация клиентской базы под брендом SoftLayer[9][10].
- В 1-м квартале 2011 года компания сообщила о размещении более 81 000 серверов для более чем 26 000 клиентов по всей территории США[11].
- В июле 2011 года компания объявила о планах по международному расширению в Амстердам и Сингапур, чтобы дополнить существующую сеть североамериканских центров обработки данных в Далласе (Техас), Сан-Хосе (Калифорния), Сиэтл (штат Вашингтон), Хьюстон (Техас) и Вашингтоне[12]. Большинство этих центров обработки данных были сданы в аренду через Digital Realty[13].
- 4 июня 2013 года корпорация IBM объявила о приобретении SoftLayer на нераскрытых финансовых условиях в рамках сделки, которая, по данным Reuters, могла бы принести более $2 млрд[14] для формирования подразделения IBM Cloud Services Division[15][16]. На момент приобретения SoftLayer описывалась как крупнейший частный поставщик облачной инфраструктуры (IaaS) в мире[17].
- В феврале 2014 года была представлена новая облачная платформа под маркой Bluemix в статусе бета-версии, а в июне она была выпущена в качестве окончательного продукта. Она разрабатывалась и работает на базе инфраструктуры построенной компанией SoftLayer, географически распределённой командой разработчиков IBM, от концепции до публичного выпуска прошло 18 месяцев[18].
- На май 2015 года компания имеет 23 ЦОДа в 11 странах[19].
- В октябре 2017 года корпорация объявила о том, что бренд Bluemix будет слит с брендом IBM Cloud.

## Клиентская база
В 2019 году IBM объединилась с United States Tennis Association (USTA) с целью предоставить новые инструменты на базе искусственного интеллекта для US Open.
В мае 2020 года IBM объявила о соглашениях с шестью европейскими компаниями, включая Osram и Crédit Mutuel, которые используют IBM Cloud для доступа к передовым технологиям, таким как ИИ, блокчейн и аналитика
В 2020 году IBM Cloud по-прежнему считалась лидером в области Bare-metal серверов и отличилась тем, что предоставила более 11 миллионов возможных пользовательских конфигураций с новейшими процессорами POWER, Intel, и AMD, и GPU Nvidia.

## Воздействие на окружающую среду
В 2021 году IBM объявила, что к 2030 году она достигнет нулевого уровня выбросов парниковых газов.